# تل قلعه بگی
تل قلعه بگی مربوط به سده‌های متاخر دوران‌های تاریخی پس از اسلام است و در شهرستان بیضا، بخش بیضا، دهستان بیضا، روستای سوه واقع شده و این اثر در تاریخ ۲۳ بهمن ۱۳۸۵ با شمارهٔ ثبت ۱۷۲۶۶ به‌عنوان یکی از آثار ملی ایران به ثبت رسیده است.